# Abraham Dirk Loman (componist)
Abraham Dirk Loman jr. (Amsterdam, 26 oktober 1868 - Amsterdam, 17 september 1954), was een Nederlands instrumentmaker en componist. Hij was in 1913 een van de oprichters en eerste directeur van 'Het Bureau Muziek-Auteursrecht' (BUMA).

## Familie
Hij was een zoon van de hoogleraar theologie Abraham Dirk Loman, die zich ook met muziekgeschiedenis bezighield, en diens tweede vrouw Ida Augusta Kerkhoven, dochter van Johannes Kerkhoven. Hij zelf huwde in augustus 1906 de operazangeres Alida Lütkemann. Hun zoon Johannes Reinoud Abraham Loman (1908-1976) werd indoloog. Abraham Dirk Loman werd begraven op de Algemene Begraafplaats Bussum.

## Biografie
In eerste instantie kreeg hij een muziekopleiding, maar in 1888 besloot hij zich te bekwamen in de fotografie bij de hoogleraar Hermann Wilhelm Vogel op de Technische Hochschule in Berlijn. In 1889 begon hij als instrumentmaker een bedrijfje voor reparatie van fotografische apparatuur en bouwde hij een eenogige spiegelreflexcamera met gordijnsluiter. Kenmerkend voor Lomans uitvinding is dat de spiegel door pneumatische druk wordt opgetild, waardoor de gordijnsluiter wordt geopend. De afsluiting van de gevoelige plaat tegen lichtstralen geschiedt niet bij het objectief, maar direct voor de plaat door het rolgordijn. Hij bouwde daarmee de eerste voorloper van de moderne spiegelreflexcamera met gordijnsluiter.
In 1889 richtte hij met Chr.J. Schuver de firma Loman & Co op en samen startten ze in hetzelfde jaar een tijdschrift voor kunstfotografie genaamd Lux. In Nederland kon men in die tijd nog geen patenten aanvragen, maar Loman kreeg in 1889 en 1890 patenten in Duitsland, Engeland en Frankrijk. In 1893 verkocht Loman het bedrijf, dat nog tot 1897 heeft bestaan onder de naam Holst & Zimmerman, later Reflex-Compagnie.
In 1896 verliet Loman de fotografie en wendde zich tot het toneel. Hij was een van de oprichters van de Nederlandsche Tooneelvereeniging. Hij keerde terug naar Berlijn en trok vervolgens naar Parijs om er toneelstudies te volgen. Eenmaal terug in Amsterdam probeerde hij weer een toneelgezelschap van de grond te krijgen. Die opzet mislukte en Loman ging weer de muziek in. Hij nam les in de orkestklas van Willem Kes en volgde ook enkele compositielessen bij Bernard Zweers. In 1895 trad hij toe tot de directie van de Nederlandsche Opera van Cornelis van der Linden; hij verzorgde ook de verlichting van de Stadsschouwburg, thuisplaats van de Opera. De muziekstudies resulteerden in de opera Violante, de vrouw in het geel (1897), waarvan de première verzorgd werd door het gezelschap van Van der Linden. Er vloeiden meer werken uit zijn pen, zoals Oud-Hollandsche Liederen en de symfonische gedichten Dichterdroom en Na de zegepraal, die hun weg vonden naar de Nederlandse orkesten, zoals Concertgebouworkest van Willem Mengelberg (1903: Largo en Na de zegepraal; 1912 Hanneke's Hemeldroom), Stedelijk Orkest Utrecht en Arnhemse Orkest Vereniging. Het toneel liet niet los, want van 1901 tot 1903 vormde hij met Peter Raabe en Henri Engelen de directie van het Amsterdamsch Lyrisch Tooneel. Hij kwam daarbij in contact met zangeres Aaltje Noordewier-Reddingius, bij wie hij enkele zanglessen volgde. Hij vestigde zich als muziekonderwijzer in Arnhem. In 1907-1908 ondernam hij als impresario van zijn vrouw een concertreis met haar en pianist Evert Cornelis naar Nederlands-Indië, Australië en Nieuw-Zeeland. Na terugkomst werd hij als opvolger van Daniël de Lange secretaris van de Maatschappij tot Bevordering der Toonkunst.
Hij nam vervolgens het muziekblad Caecilia over van uitgeverij Van Holkema & Warendorf en begeleidde de fusie met Weekblad voor Muziek. Hij schreef voor Caecilia en andere bladen in binnen- en buitenland artikelen over muziektheorie en kwam daarmee soms in aanvaring met de vernieuwingen van Daniël de Lange.
In 1913 was hij een van de initiatiefnemers en oprichters van de Vereniging 'Het Bureau Muziek-Auteursrecht' , waarvan hij tot 1932 directeur was. Deze functie bekleedde hij tot 1932. 

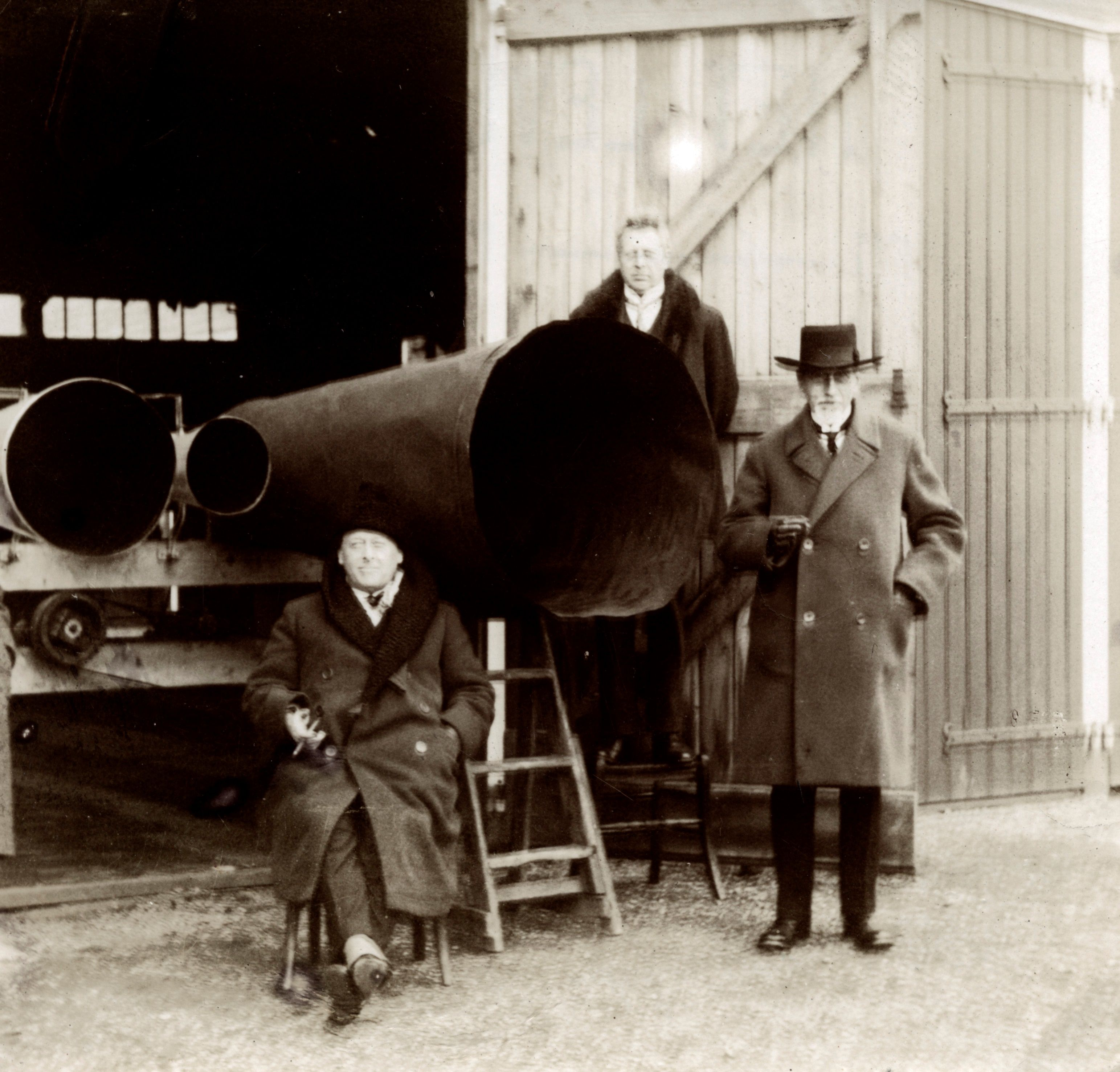
Irenaphoon

De uitvinder in hem kwam in 1929 weer naar boven toen hij de Irenaphoon bouwde, een fabriekssirene waarmee via een klavier muziek gemaakt kon worden en waarvan het geluid tot wel vier kilometer ver te horen was.

## Werken
- Opera Violanta, de vrouw in het geel
- Oratorium Hanneke's Hemeldroom
- Symfonische schets Mooie garnalen
- Symfonieën
- Diverse liederen

- Biografisch Portaal: 62909436
- Nederlandse Thesaurus van Auteursnamen: 072010495
- RKD-Nederlands Instituut voor Kunstgeschiedenis: 374906
- Virtual International Authority File: 285038692
- WorldCat: E39PBJm9dfPDRYpJXwYXrw74MP